# Maurice-Quentin de La Tour

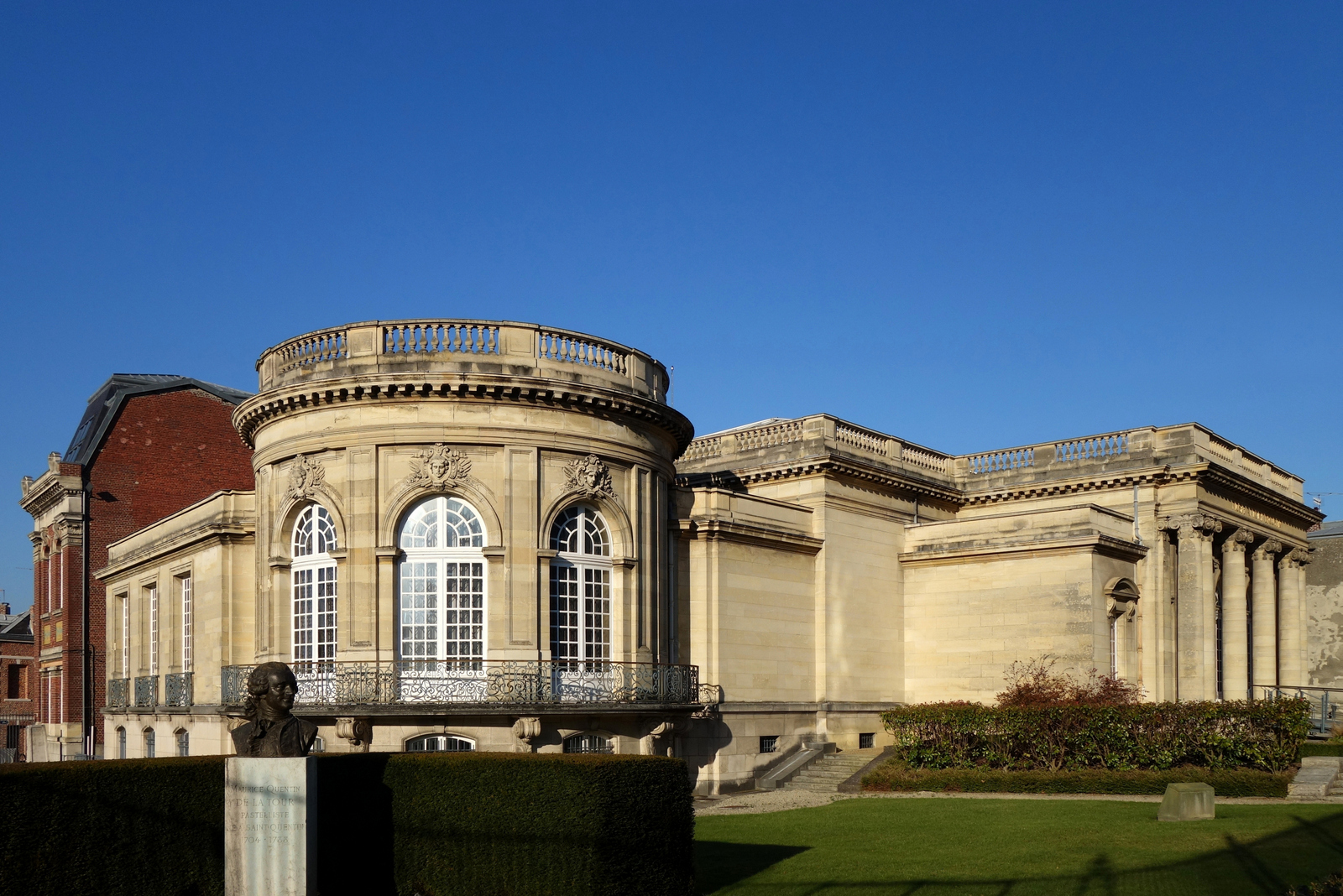
Museum Antoine Lécuyer te Saint-Quentin

Maurice-Quentin de La Tour (Saint-Quentin, 5 september 1704, aldaar, 17 februari 1788), ook Maurice Quentin de La Tour, was een Frans portrettist, vooral pastellist. Bij de Parijse l'exposition van 1745 werd hij in een recensie omschreven als "Le prodigieux La Tour est le roi de Pastel", de "koning van de  pastel".

## Leven en werk
Toen La Tour vijftien jaar was, trok hij naar Parijs. Hij ging er in de leer bij de Vlaamse schilder Jacques Spoede. In 1724 woonde hij in Reims en een jaar later in Engeland. Rond 1727 vestigde hij zich weer in Parijs. In navolging van het internationale succes van Rosalba Carriera, legde hij zich toe op het werken met pastel. In 1737 exposeerde hij voor de eerste maal op de Parijse salon.
In 1746 werd La Tour lid van de Académie royale de peinture et de sculpture. In 1750 werd hij door de Franse koning Lodewijk XV benoemd tot hofschilder, hij zou aanblijven tot 1773. Hij maakte portretten van veel vooraanstaande Fransen als Madame de Pompadour en Rousseau. Hij had 30 jaar lang een relatie met Marie Fel, sopraan bij de Opera. In 1766-1767 maakte Maurice-Quentin de La Tour tijdens zijn verblijf in Amsterdam bij de Hogguers portretten van het echtpaar en in Oud-Zuilen ook van Belle van Zuylen en haar familie (oom en tante, waar hij verbleef). La Tour stichtte een kunstopleiding in 1782.
In 1784 trok hij zich vanwege zijn geestelijke gezondheid terug in zijn geboorteplaats. Hij overleed er op 83-jarige leeftijd. Zijn nalatenschap (vele pastels) werd aan de stad geschonken en is nu te bezichtigen in Musée Antoine Lécuyer te Saint-Quentin (Aisne).

## Portrettengalerij

Madame de Pompadour (ca. 1750)
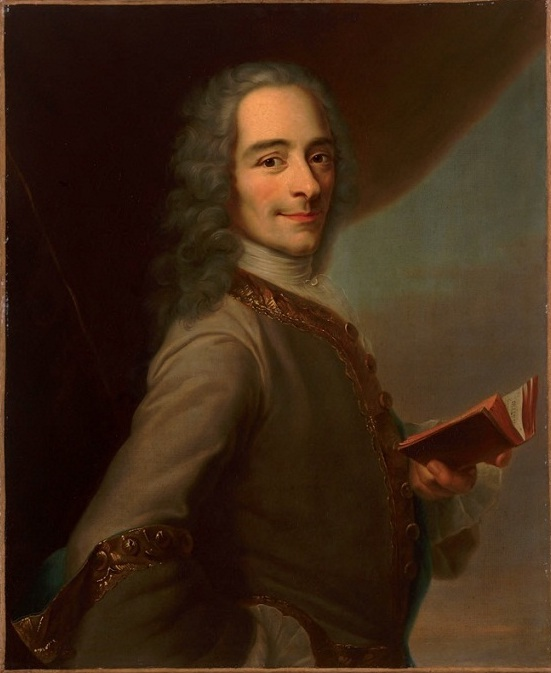
Voltaire (1736)
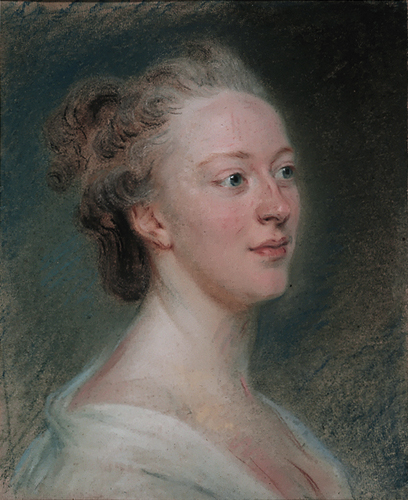
Belle van Zuylen (1766)
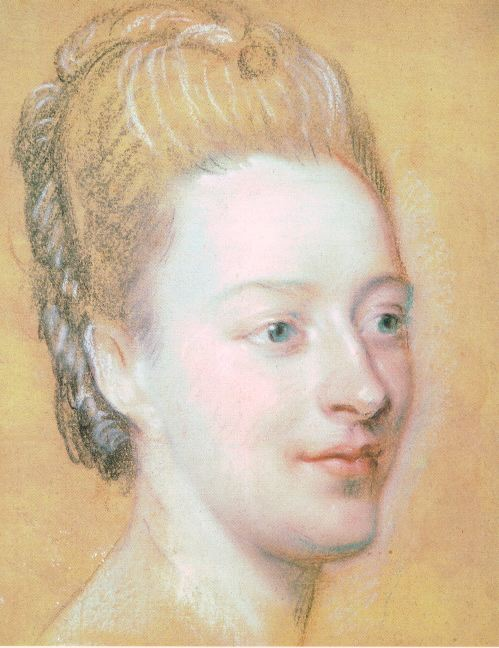
Belle van Zuylen (1771)
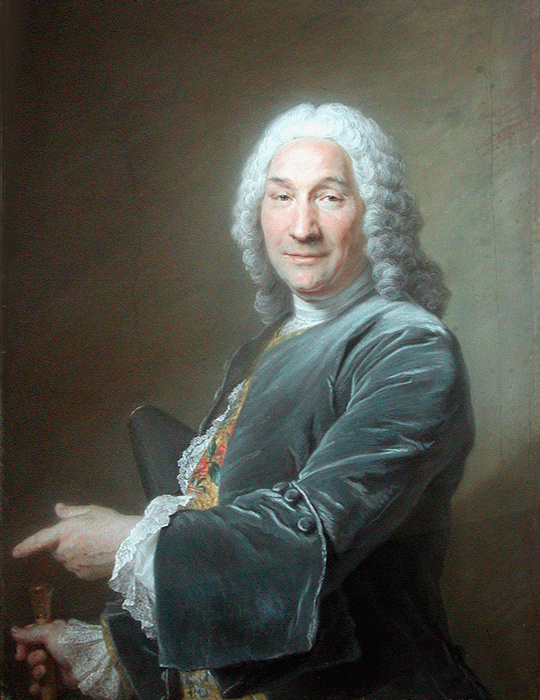
René Frémin (1743)
Jean-Jacques Rousseau (1753)
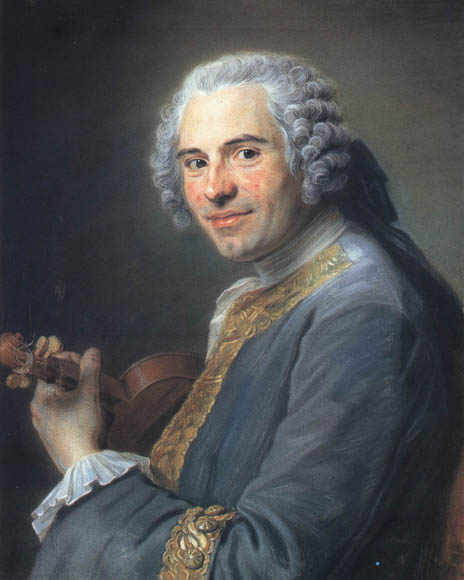
Jean-Joseph Cassanéa de Mondonville (1747)
Marie Fel (1757)